# Cierva C.40
Cierva C.40 — британский автожир, созданный G.B.L. Ellis, Отто Редером и Дж. Дж. Беннеттом, собранный «Британской Авиастроительной Компанией» в лондонском Air Park, Hanworth.

## Создание
C.40 был последним автожиром, произведенным компанией Cierva Autogiro Company, Ltd. Проектирование началось в июле 1936 года и продолжалось после гибели Хуа́на де ла Сье́рва в авиакатастрофе в декабре того же года. Основанный на автожире Cierva C.30, C.40 изначально предназначался для использования более мощной версии основного двигателя Armstrong Siddeley Genet. С.40 представлял собой двухместный вариант автожира С.30 с деревянным фюзеляжем, металлическим внутренним каркасом, а серийная версия была оснащена радиальным двигателем Salmson 9NG, проблемы с которым задержали ввод C.40 в эксплуатацию до середины 1938 года.

## История эксплуатации
В 1938 году «Британская Авиастроительная Компания» собрала девять автожиров C.40 в лондонском Air Park, Hanworth. Семь были доставлены в Королевские военно-воздушные силы Великобритании (RAF). Оставшиеся два были зарегистрированы в компании Cierva Autogiro, один был потерян во Франции в июне 1940 года, а другой был введен в эксплуатацию в RAF.

## Характеристики
- Диаметр несущего винта, м 12,19
- Масса, кг
  - пустого самолёта 612
  - нормальная взлётная 885
- Максимальная скорость, км/ч 190
- Крейсерская скорость, км/ч 160 км
- Экипаж 2